# TURN BACK
「TURN BACK」（ターンバック）は、the pillowsのセルフカバーアルバム。

## 概要
過去に発表した第一期、第二期の楽曲と、未発表曲をセルフカバーした作品。

## 収録曲
1. LIBERTY
未発表曲。第二期に制作され1995年頃のライブで披露されていた。
DVD「WALKIN' ON THE SPIRAL」にデモ段階の時のPVらしきものが収録されている。
2. Tiny Boat
5thシングル。
3. あの頃に戻って
未発表曲。第一期最初期の1989年頃制作された。
MOON GOLD TOUR 1991にて演奏されていた楽曲。
4. キミと僕とお月様
初出：シングル「雨にうたえば」
5. WANT TO SLEEP FOR
初出：アルバム「MOON GOLD」
6. 僕らのハレー彗星
初出：アルバム「WHITE INCARNATION」。本バージョンのPVが制作されている。